# Židovi Sanskog Mosta
Židovi su nekadašnja etnička i vjerska skupina koja je djelovala u Sanskom Mostu, u Bosni i Hercegovini. Sjedište Židovske općine se nalazilo u Sanskom Mostu.

## Povijest
Sanski Most je 1914. godine imao 2.234 stanovnika, od čega je bio 41 Sefard i 14 Aškenaza. Neki su se Židovi još za vrijeme austrougarske okupacije 1878. godine doselili u Sanski Most iz Bihaća, Prijedora i Banjaluke. Uglavnom su bili sitni trgovci, zanatlije i državni službenici.
U Sanskom Mostu, Židovi su se bili srodili sa sredinom.Zbog malobrojnosti nisu imali izgrađenu sinagogu. Sve se to radilo u kejli, Židovskoj općini Sanski Most, koja je istovremeno bila i kuća okupljanja i molitveni prostor. Kuća se nalazila u Željezničkoj ulici.  Rabin u Sanskom Mostu je bio David Kabiljo. On je po svom osnovnom zanimanju bio trgovac, ali pošto je vjerski bio najobrazovaniji, članovi Općine su ga izabrali za rabina.
U Sanskom Mostu nikada nije bilo nekih nesporazuma i antisemitskih izgreda. Najmanje jedno stoljeće Židovi su sudjelovali u razvoju i napretku Sanskog Mosta, ulažući svoje umne snage i materijalno bogatstvo kako bi ovaj grad postao ljepši i bogatiji. David Kabiljo je bio rabin i vjerski učitelj, nastanio se u Kaljavom sokaku na desnoj obali grada, a trgovinu je otvorio na suprotnoj, lijevoj obali u blizini džamije. Hajim Hason je bio vlasnik najveće trgovine građevinskog i poljoprivrednog materijala i robe široke potrošnje, a kao poslanik bio je izabran i u Narodnu skupštinu BiH. Albert Albahari je bio sajdžija, a Jozef Papo, zvani Juso, bio je poznati gradski berberin. Haim-Hajmo Atijas otišao je u Španjolsku i borio se na strani protiv Franca i fašizma. Učestvovao je u borbama u Ebru i drugim bojištima. Nakon kapitulacije Španjolske Republike Atijas prelazi u Francusku, gdje se uključuje u pokret otpora u toj zemlji. Dobio je čin poručnika Francuske armije. Nakon završetka rata vraća se u Jugoslaviju. Jedno vrijeme radio je u Rijeci. Sado Kabiljo bio je trgovac, a isto tako i član KPJ u Zagrebu 1941. godine. Ustaše su ga ubile kada je pokušao bježati. Od loze sanskih Židova potiče i književnik David Albahari.
Ustaše su u Sanskom Mostu 2. kolovoza 1941. godine strijeljale skupinu od šest Židova. Dana 4. augusta 1942. odvedeno je 60 muškaraca, žena i djece u logor Jasenovac. Iz logora se ni jedan nije vratio. U izbjeglištvu je bilo sedam Židova Sanskog Mosta. Svu židovsku imovinu opljačkali su ustaše i Nijemci.

## Vanjske poveznice
- Jevreji Sanskog Mostar